# Equisetum alsaticum
Equisetum alsaticum är en fräkenväxtart som först beskrevs av Hans Peter Fuchs och Geissert, och fick sitt nu gällande namn av G. Philippi, Lubienski och Bennert. Equisetum alsaticum ingår i släktet fräknar, och familjen fräkenväxter. Inga underarter finns listade i Catalogue of Life.